# 베티 툰

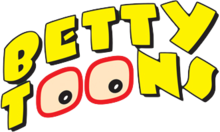

《베티 툰》(Betty Toons)은 2002년 RCN 텔레비시온에서 방영된 콜롬비아의 텔레비전 애니메이션 시리즈이다. 1999년부터 2001년까지 RCN 텔레비시온에서 방영된 콜롬비아의 텔레노벨라 《요 소이 베티 라 페아》(Yo soy Betty, la fea)를 원작으로 한 애니메이션 작품으로서 작품의 주인공인 베티가 어린 시절에 만났던 학교 친구들을 소재로 하고 있다.

## 등장 인물
- 베티 핀손: 알레한드라 보테로
- 니콜라스 모라: 안드레스 로페스
- 프로페소르 구티에레스: 알베르토 레온 하라미요
- 아르만도 멘도사: 후안 가비리아
- 마르셀라 발렌시아: 마르셀라 히메네스
- 파트리시아 페르난데스: 훌리아나 보테로
- 마리오 칼데론: 마르타 노리에가
- 아우라 마리아 푸엔테스: 루스 암파로 알바레스
- 소피아 로페스: 루스 암파로 알바레스
- 베르타 무뇨스: 마르타 아라우호
- 훌리아 솔라노 데 핀손: 마르타 아라우호
- 에르메스 핀손: 호세 오르도녜스
- 산드라 파티뇨: 마르타 히네트 링콘
- 마리아나 발데스: 히오바나 베르날
- 다니엘 발렌시아: 안드레스 로페스
- 프레디: 안드레스 로페스
- 도냐 니콜라사 (니콜라스의 어머니): 마리아 메르세데스 무리요